# KDevelop
KDevelop — вільне середовище розробки програмного забезпечення для Linux, Solaris, FreeBSD, Mac OS X, Windows і різних Unix-систем, яке засноване на бібліотеках KDE/Qt і повністю підтримує процес розробки для KDE.
KDevelop не включає у свій склад компілятор; натомість він використовує GNU Compiler Collection (або будь-який інший компілятор) для створення виконуваного коду. Первинною мовою розробки звісно є C++, але через використання плагінів забезпечується підтримка додаткових мов програмування, таких як C, Java, PHP, Ruby, Python, Ада, Bash, Фортран, Pascal, Perl і SQL. Крім того, доступні плагіни для інтеграції з інструментаріями Valgrind, QTest, qmake, Mercurial і Perforce (Subversion і Git підтримуються штатно).
Підтримуються такі системи складання проєктів, як GNU (automake), qmake і make для власних засобів складання проєктів (KDevelop залишає ваші Makefiles не зміненими, якщо ви хочете використовувати їх). Доповнення коду доступно для мов C і C++. Символи зберігаються в Berkeley DB файлі для швидкого пошуку без пре-парсинга.

## Історія
| Конференції команди KDevelop | Конференції команди KDevelop | Конференції команди KDevelop | Конференції команди KDevelop                  |
| Рік                          | Місце проведення             | Дата                         | Примітки                                      |
| ---------------------------- | ---------------------------- | ---------------------------- | --------------------------------------------- |
| 2008                         | Мюнхен, Німеччина            | 12.04—18.04                  |                                               |
| 2009                         | Миколаїв, Україна            | 19.04—26.04                  |                                               |
| 2010                         | Берлін, Німеччина            | 13.02—21.02                  | спільне проведення з проєктами Kate та Okteta |
| 2012                         | Відень, Австрія              | 23.10—29.10                  | спільне проведення з проєктом Kate            |

Проєкт стартував в 1998 році. KDevelop розповсюджується згідно з GNU General Public License. Початковий код KDevelop 3.0 був повністю переписаний після KDevelop 2. Реліз 3-ї версії вийшов разом з KDE 3.2 в лютому 2004.
Першим стабільним випуском 5.x став KDevelop 5.0.0 у серпні 2016 року. У жовтні 2016 року вперше було випущено офіційні збірки Microsoft Windows.

## Особливості
Для редагування початкових файлів KDevelop підключає текстовий редактор окремим компонентом через технологію KParts. Переважно ці функції виконує Kate.
Архітектура KDevelop є модульною і заснована на системі використання плаґінів. Коли розробник робить зміни у своїй програмі, то він повинен скомпілювати лише змінений модуль. Передбачена можливість збереження профілів, котрі вказують які плагіни повинні бути завантажені. KDevelop не поставляється з вбудованим текстовим редактором, натомість він підключається як плагін. KDevelop не залежить від мови програмування та платформи, на якій запускається, має підтримку KDE, GNOME та інших технологій, таких як Qt, GTK+ та wxWidgets. Серед мов програмування підтримуються: C, C++, Perl, Python, PHP, Java, Fortran, Ruby, Ada, Pascal, SQL та Bash-скрипти.